# イジドル・コヴァーリク
イジドル・コヴァーリク（Izidor Kovárik、1917年3月29日 - 1944年7月11日）は、第二次世界大戦時、スロバキア空軍において第2位の撃墜記録を持つエース・パイロット。最終撃墜数は28機。

## 経歴
1917年3月29日、コヴァーリクはオーストリア＝ハンガリー帝国のコプツァニで大工の息子として生まれた。
1938年4月から8月まで飛行訓練を受けたあと空軍に入隊し、親友となるヤン・レズナクと同期で戦闘機パイロット教育を修了した。1939年3月14日にスロバキアが独立し、12月にコヴァーリクはスロバキア空軍・第11飛行隊に配属された。
1942年6月から9月まで東部戦線で戦い、ジトーミル・オーヴルチ地区の対パルチザン作戦の支援を行った。アヴィア B-534に乗って8回実戦に出撃し、敵軍に機銃掃射や爆撃を行った。
1942年10月からコヴァーリクは2度目の東部戦線での服務となり、第13飛行隊の前線チーム（第52戦闘航空団第13中隊）で、戦闘機ではなくプラガ E.241連絡機のパイロットとなった。その後、使用機がメッサーシュミット Bf109Eとなり、1943年1月28日にシャプスグスカヤ南でI-16を撃墜して初戦果を上げた。その後、コヴァーリクはカフカスやクバン上空の戦いで活躍した。
1943年3月14日、コヴァーリク上級軍曹はヤン・レズナクと共に地上攻撃に出撃し、弾薬を使い果たして帰還する途中、DB-3の編隊を発見、レズナクはその内の1機を撃墜した。弾倉が空のコヴァーリクは、レズナクへの防御銃火を自分へ引きつけるために、味方機と敵機の間に割り込んだ。彼のBf109G-2は被弾し、アフタニゾフスカヤ付近の湿地に不時着を余儀なくされる。彼の乗機は大破したが、彼自身は怪我もなく脱出に成功した。
5月29日には、2回の出撃で4機のYak-1戦闘機を撃墜したことで、ヤーン・ゲルトホフェル少尉の記録（4月24日に4機撃墜）と肩を並べた。
1943年6月半ばまでにコヴァーリクの撃墜数は28機まで伸びた。この28機すべてがソビエト空軍機のものである。内訳は、LaGG-3を9機、Yak-1を6機、I-16を6機、Il-2とI-153を各2機、MiG-3、DB-3、ボストンを各1機ずつ撃墜している。この功績から彼は、スロバキア戦勝銀十字章、軍功銀十字章、金・銀・青銅各英雄勲章、鉄十字章（1・2級）、ドイツ名誉杯、黄金ドイツ十字章など栄誉を受け、レズナクと同じく曹長に進級した。
1943年7月にスロバキア本国へ帰還した後は、スロバキア防空を任務とする「即応飛行隊」に勤務し、1944年4月には、トリ・ドゥビにある空軍飛行学校の教官となった。スロバキア民衆蜂起直前の7月11日、ゴータGo145複葉練習機で訓練飛行中、主翼がなぜか折れて練習機は墜落。この機体を操縦していた練習生と、その指導教官として搭乗していたコヴァーリクはいずれも死亡した。